# José Manuel da Câmara d'Atalaia
José Manuel da Câmara d'Atalaia (Lisbona, 25 dicembre 1686 – Atalaia, 9 luglio 1758) è stato un cardinale e patriarca cattolico portoghese.

## Biografia
Nacque a Lisbona il 25 dicembre 1686.
Papa Benedetto XIV lo elevò al rango di cardinale nel concistoro del 10 aprile 1747.
Morì il 9 luglio 1758 all'età di 71 anni.

## Genealogia episcopale
La genealogia episcopale è:
- Cardinale Scipione Rebiba
- Cardinale Giulio Antonio Santori
- Cardinale Girolamo Bernerio, O.P.
- Arcivescovo Galeazzo Sanvitale
- Cardinale Ludovico Ludovisi
- Cardinale Luigi Caetani
- Cardinale Ulderico Carpegna
- Cardinale Paluzzo Paluzzi Altieri degli Albertoni
- Cardinale Flavio Chigi
- Papa Clemente XII
- Cardinale Giovanni Antonio Guadagni, O.C.D.
- Cardinale Luca Melchiore Tempi
- Cardinale José Manuel da Câmara d'Atalaia